# Imperium Galactica
Imperium Galactica ist ein von der ungarischen Spieleentwicklungsfirma Digital Reality entwickeltes und 1997 veröffentlichtes Computerspiel, welches die Elemente von rundenbasierten Strategiespielen und Echtzeit-Strategiespielen verbindet.
Der Nachfolger Imperium Galactica II erschien im Jahr 2000. Nexus: The Jupiter Incident, entwickelt von Mithis Entertainment, war als weiterer Nachfolger und Imperium Galactica 3 geplant, jedoch wurde in der Entwicklung das Spiel umbenannt und zu einem mehr taktisch orientierten Spiel umgebaut.

## Handlung
Das irdische galaktische Imperium steht vor dem Zusammenbruch, vor allem der Krieg mit der Spezies der Garthogs zermürbt es zusehends. Zu diesem Zeitpunkt taucht ein junger, vielversprechender Commander im Sektor um die Planeten Achilles, Naxos und San Sterling auf und sorgt für Ordnung. Aufgrund zunehmender Fähigkeiten muss sich der Commander langsam aber stetig einer immer größeren Galaxis stellen, bis er schließlich versuchen muss, die Galaxis zu einen, um der Invasion einer außergalaktischen Spezies, den Dargslan, widerstehen zu können.

## Beschreibung
Imperium Galactica ist ein Einzelspieler-Echtzeit-Strategiespiel. Auch wenn es ein Echtzeitspiel ist, ist es als 4X-Spiel klassifiziert (eXpand, eXploit, eXplore, eXterminate) wie es auch Master of Orion war. Anfänglich hat der Spieler lediglich ein kleines Raumschiff mit drei Geleitjägern unter seinem Kommando. Damit kann der Spieler einfache Aufträge durchführen, während er drei Raumkolonien aufbauen kann. Ein Spezialauftrag ist für seine Beförderung zum Captain notwendig. Nach der Beförderung (Kapitel 2) können in den jetzt 4 Raumkolonien auch kleinere Schiffe produziert werden, das Kommandoschiff ist ebenfalls etwas kampfkräftiger. Auch hier gibt es einen kritischen Auftrag, der für die Beförderung notwendig ist. Nach der Beförderung zum Commander erhält man ein Flaggschiff sowie die Möglichkeiten zur Forschung und zur Produktion von orbitalen Stationen. Zu diesem Zeitpunkt befindet man sich im permanenten Krieg mit einer benachbarten Rasse namens Garthogg. Mit der Auslöschung der Garthogg wird man zum Admiral befördert, der über die Ressourcen aller Kolonien verfügt und viele Bereiche zu erforschen hat. Man wird permanent von fremden Völkern belästigt, dafür darf man auch neue Kolonien gründen. Als Großadmiral hat man schließlich auch noch die Möglichkeit, diplomatische Verhandlungen zu führen.
Die Story dient als Einstiegspunkt, sie stellt graduell neue Spielkonzepte vor und bringt diese zur Anwendung – Planetenmanagement, Raumschlachten, Bodenschlachten, Forschung, Komponenten- & Schiffsproduktion, Diplomatie- während der Spieler durch die Ränge von Lieutenant über Captain, Commander, Admiral bis schließlich hin zum Flottenadmiral aufsteigt, was ihm volle Kontrolle über alle Spielfunktionen gibt.
Insgesamt verbindet Imperium Galactica die Elemente eines 2D-Raumkampfes in Echtzeit (mit der Möglichkeit des Zeiteinfrierens) mit Aufbaustrategie in der Kolonialverwaltung und mit Echtzeitgefechten am Boden, was in dieser Verbindung nahezu einzigartig ist.

## Open-IG
Open-IG ist eine Open Source Reimplementierung in Java. Es ist lauffähig unter Windows, Linux, Mac OS X und allen Plattformen mit einer Java VM. Eine Kopie von Imperium Galactica wird nicht benötigt. Das Projekt hat die Erlaubnis von Rechteinhaber Digital Reality erhalten, die Spieledateien weiterzuverbreiten.

## Rezeption
Der Genre-Mix sei besser als die einzelnen Komponenten bereits bekannter Spielmechanismen. Insbesondere die Zwischensequenzen seien gelungen. Der Wiederspielwert hingegen sei gering, das Spielprinzip zu geradlinig. Die Idee die militärische Karriereleiter zu erklimmen sei geschickt gewählt. Die Raumschlachten seien anspruchslos, der grafische Aufwand bei Koloniebau sei eigentlich unnötig. Dennoch gehe das Spielkonzept der aufeinander abgestimmten Einzelkomponenten insgesamt auf. Das Handbuch sei oberflächlich, erkläre nur die ohnehin leicht durchschaubaren Konzepte und die Bedienung sei teils schwer verständlich.